# Liste der Biografien/Car
Liste der Biografien |
Portal Biografien |
Personensuche
# |
A |
B |
C |
D |
E |
F |
G |
H |
I |
J |
K |
L |
M |
N |
O |
P |
Q |
R |
S |
T |
U |
V |
W |
X |
Y |
Z |
?
 
Ca |
Cb |
Cc |
Ce |
Ch |
Ci |
Cj |
Ck |
Cl |
Cm |
Cn |
Co |
Cr |
Cs |
Ct |
Cu |
Cv |
Cw |
Cy |
Cz
 
Caa–Cag |
Cah |
Cai |
Caj |
Cak |
Cal |
Cam |
Can |
Cao–Cap |
Caq |
Car |
Cas |
Cat–Caz
 
Cara |
Carb |
Carc |
Card |
Care |
Carf |
Carg |
Carh |
Cari |
Carj |
Cark |
Carl |
Carm |
Carn |
Caro |
Carp |
Carq |
Carr |
Cars |
Cart |
Caru |
Carv |
Carw |
Cary |
Carz
Die Liste der Biografien führt alle Personen auf, die in der deutschsprachigen Wikipedia einen Artikel haben. Dieses ist eine Teilliste mit 9 Einträgen von Personen, deren Namen mit den Buchstaben „Car“ beginnt.

## Car
- Car, Joshua (* 2000), australischer Automobilrennfahrer
- Car, Kerstin (* 1985), deutsche Dramaturgin
- Car, Marko (* 1985), kroatischer Basketballspieler
- Car, Matija (* 2002), kroatischer Handballspieler
- Car, Mirosław (1960–2013), polnischer Fußballspieler
- Car, Nicole (* 1985), australische OpernsängerinNicole Car (* 1985)

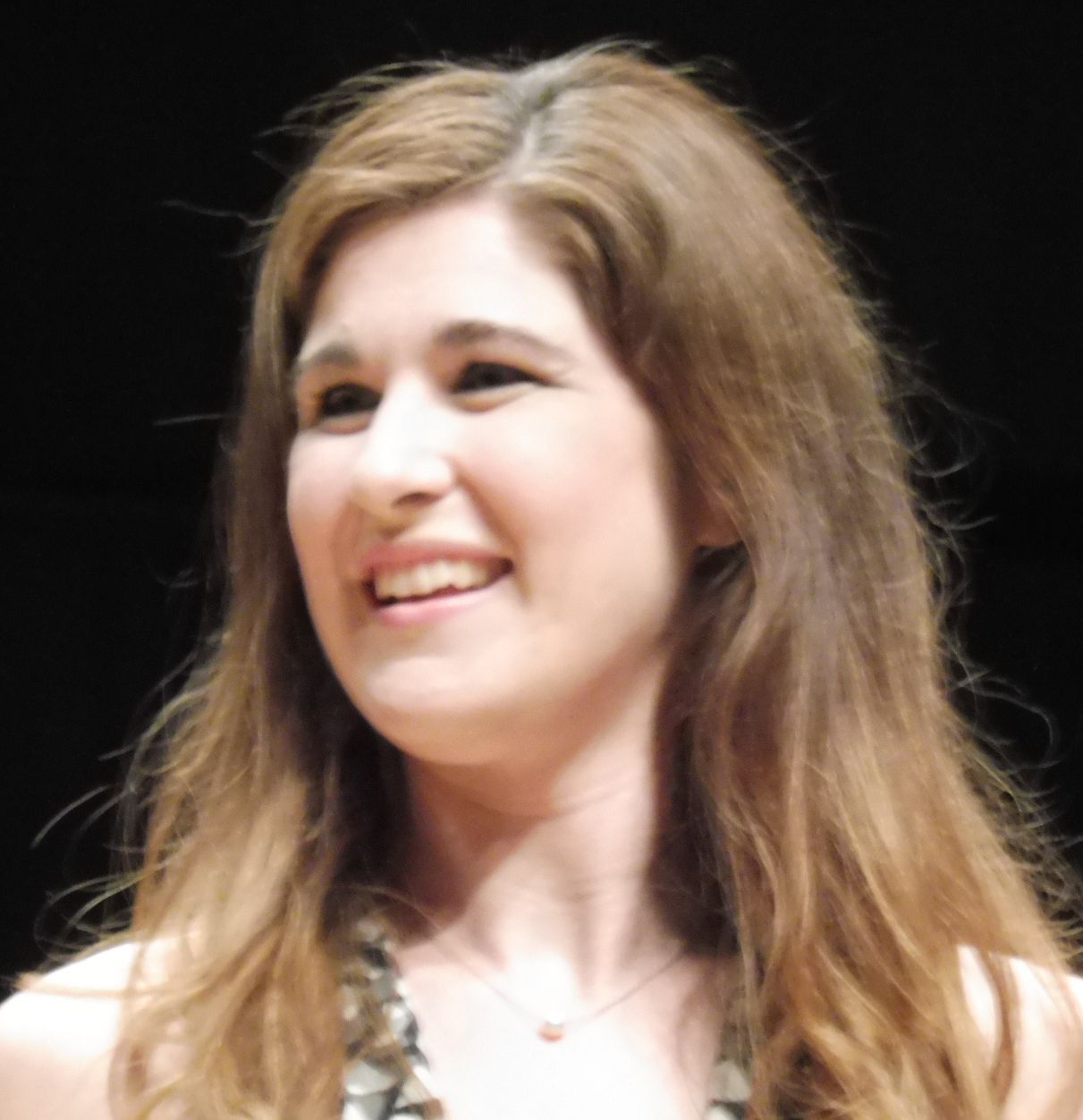
Nicole Car (* 1985)

- Car, Roberto (* 1947), italienischer Physiker
- Car, Stanisław (1882–1938), polnischer Jurist und Politiker
- Car-Emin, Viktor (1870–1963), kroatischer Schriftsteller